# Jaroslav Folda
Pour les articles homonymes, voir Folda (homonymie).
Jaroslav Thayer Folda III, né le 25 juillet 1940 à Baltimore au Maryland, est un historien médiéviste américain, domaine dans lequel il a remporté la médaille Haskins. Il est un chercheur dans l’histoire de l’art des croisades et le N. Ferebee Taylor Professeur d’histoire de l’art à l’Université de Caroline du Nord. Son domaine d’intérêt pour l’enseignement et la recherche est l’art du Moyen Âge en Europe et dans le monde méditerranéen.
L’approche de Folda est de replacer l’art dans son contexte historique, dans lequel l’œuvre d'art est examinée en termes de forme et de fonction, de sens et de contenu, ainsi que ce que l’on peut savoir sur le mécène, l’artiste, le processus d’atelier par lequel elle a été produite, et le public pour lequel elle était destinée. La recherche actuelle de Folda étudie la question de la mise en valeur dorée (chrysographie), en ce qui concerne ses origines, son développement et ses caractéristiques distinctives dans la peinture byzantine et croisée d’icônes et la peinture sur panneaux italienne, principalement au XIIIe siècle.

## Famille
Fils de Jaroslav Thayer Folda, Jr et Rosalie (née Gilbert), il est marié à Linda Whitham avec qui il a deux filles.

## Éducation
- A.B. de l'Université de Princeton, 1962.
- Ph.D. de l’Université Johns-Hopkins, 1968.
- N. Ferebee Taylor Professeur d’histoire de l’art, Université de Caroline du Nord, depuis 1996.

## Intérêts de recherche et d’enseignement
- Signification et contenu dans l’art médiéval des alentours de l’an 300 à l’an 1500, en mettant l’accent sur les œuvres d’art dans leur contexte historique.
- Art figural médiéval avec un accent particulier sur l’enluminure des manuscrits, les icônes, la peinture sur panneau, la métallurgie et la sculpture.
- Échange artistique et interpénétration culturelle dans le monde méditerranéen médiéval0
- L’art et l’histoire des croisés en Terre sainte entre 1095 et 12910
- Méthodologie pour l’étude de l’art médiéval.

## Œuvres
- Crusader Manuscript Illumination at Saint-Jean d'Acre: 1275–1291 (Princeton, 1976).
- (contributeur, pp. 251–288, et directeur assistant) K.M. Setton, ed., A History of the Crusades, vol. IV, H.W. Hazard, ed., The Art and Architecture of the Crusader States (Madison, 1977).
- (directeur) Crusader Art in the Twelfth Century, British Archeological Reports, International Series, vol. 152 (Oxford, 1982).
- (membre du comité éditorial) Hugo Buchthal, Art of the Mediterranean World: A.D. 100 to 1400 (Washington, D.C., 1982).
- The Nazareth Capitals and the Crusader Shrine of the Annunciation, College Art Association Monograph Series, vol. XLII (University Park and London, 1986).
- The Art of the Crusaders in the Holy Land: 1098–1187, Cambridge, New York and Melbourne: Cambridge University Press, 1995.
- Crusader Art in the Holy Land: from the Third Crusade to the Fall of Acre, 1187–1291, Cambridge University Press, 2005.
- Crusader Art: The Art of the Crusaders in the Holy Land, 1099–1291, Aldershot and Burlington: Lund Humphries, 2008.

## Catalogues d’exposition (contributions sélectionnées)
- The Crusader Period and the Church of Saint Anne at Sepphoris, in Sepphoris in Galilee: Crosscurrents of Culture, Rebecca M. Nagy, et al., eds., North Carolina Museum of Art, Raleigh, 1996, pp. 101–107.
- Crusader Art, in: The Glory of Byzantium: Art and Culture of the Middle Byzantine Era, A.D. 843-1261, H.C. Evans and W.D. Wixom, eds., The Metropolitan Museum of Art, New York, 1997, pp.388–391 (essai), et entrées, nos. 258-262.
- Les Manuscrits enluminés dans les états de la Terre Sainte, Les Croisades, L'Orient et l'Occident d'Urbain II à Saint Louis: 1096-1270, M. Rey-Delqué, ed., Milan & Toulouse: Electa, 1997, pp. 299–305 (publié en both édition française et italienne).
- L'Arte dei Crociati e il Pellegrinaggio nei Luoghi Santi, in: Terrasanta, Dalla Crociata ala Custodia dei Luoghi Santi, ed. M. Piccirillo, OFM, Milan, Palazzo Reale: Skira Artifice, 2000, pp. 35–43 (essai), et notes des pp. 102, 106, 241, 248, 249.
- Entries on eight crusader icons (nos. 214, 216, 223, 229- 232, 235), in: Byzantium: Faith and Power, Byzantine Art 1261-1557, ed. Helen C. Evans, New York: Metropolitan Museum of Art/New Haven and London: Yale University Press, (2004): pp. 355–356, 357-358, 365-366, 374, 374-375, 376, 377, 379-381.
- 2 essais (What is Crusader Art? et Scriptoria and Workshops, Scribes and Painters in Crusader Syria/Palestine in the 13th Century), introduction et 5 entrées de catalogues (on crusader manuscripts: London, BL, Egerton MS 1139, Paris, BNF, MS fr. 2628, Dijon, Bibl. Mun., MS 562, Bruxelles, Bibl. Roy., MS 10175, et Pérouse, Bibl. Capit. MS 6) pour le catalogue de l'exposition de Mannheim : Saladin und die Kreuzfahrer, eds. A. Wieczorek, et al., Mannheim & Mayence, 2005, pp. 176–189, 204-215 (essais) et pp. 393–394, 404-407 (introduction et entrées).